# Aphantopus totemaxima
Aphantopus totemaxima är en fjärilsart som beskrevs av Ruggero Verity 1953. Aphantopus totemaxima ingår i släktet Aphantopus och familjen praktfjärilar. Inga underarter finns listade i Catalogue of Life.